# Buddha Loetla Nabhalai
Phra Bat Somdet Phra Phutthaloetla Naphalai ( en tailandés: พระบาทสมเด็จพระพุทธเลิศหล้านภาลัย, 24 de febrero de 1767 o 1768  - 21 de julio de 1824), nombre personal Chim ( en tailandés: ฉิม), también llamado Rama II, fue el segundo rey de Siam de la dinastía Chakri, que gobernó de 1809 a 1824. En 1809, Itsarasunthon sucedió a su padre Rama I, el fundador de la dinastía Chakri, como Loetlanaphalai, rey de Siam. Su reinado fue en gran medida pacífico, sin conflictos importantes. Su reinado fue conocido como la "Edad de Oro de la literatura Rattanakosin", ya que Loetlanaphalai fue mecenas de varios poetas en su corte y el propio rey era un poeta y artista de renombre. El poeta más notable a su servicio fue el ilustre Sunthorn Phu, autor de Phra Aphai Mani. Fue sorprendente el rápido crecimiento del número de sus descendientes: se cree que tuvo más de 240 nietos.

## Primeros años de vida

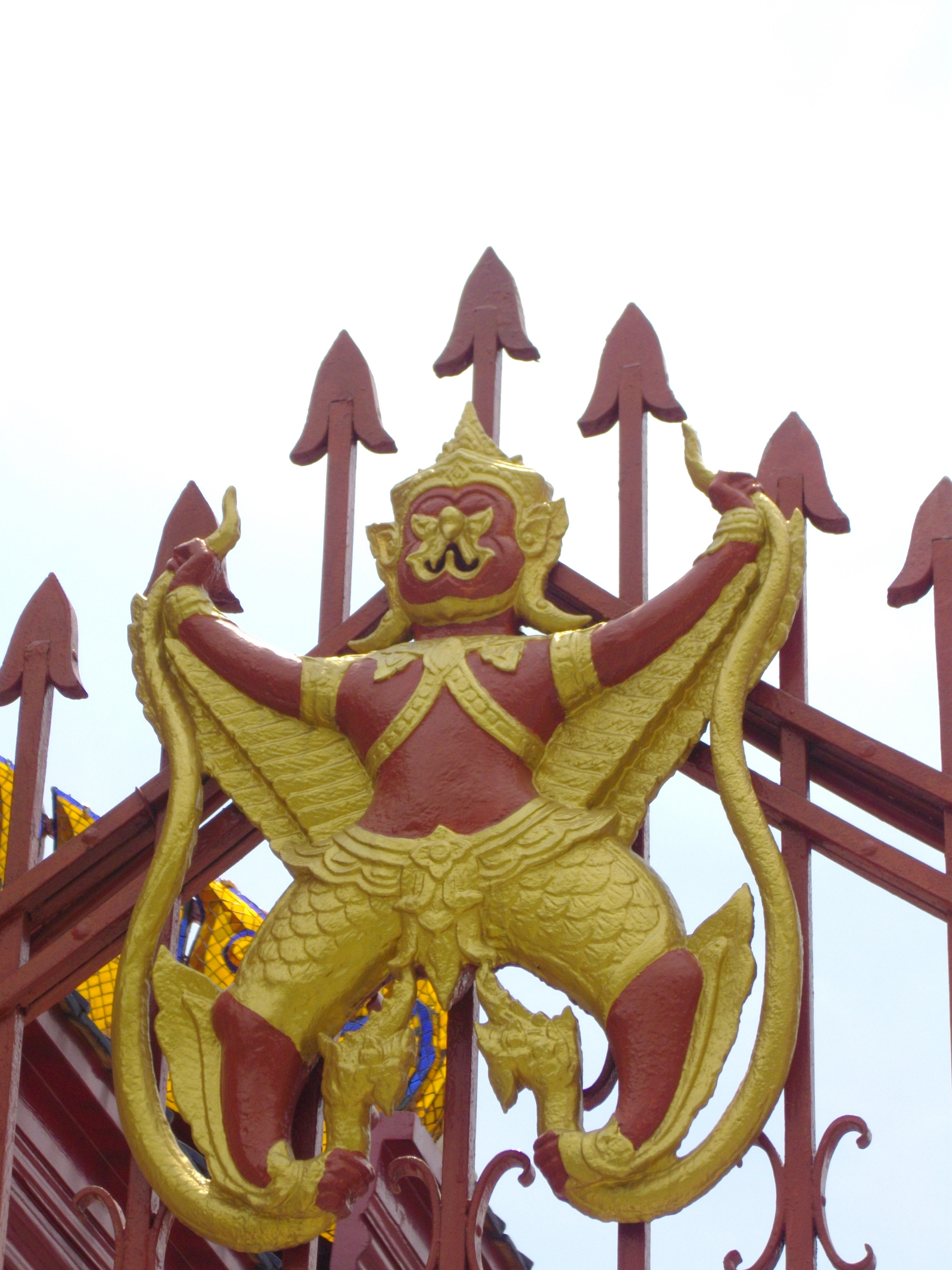
Sello privado del rey Loetlanaphalai, "un garuda sostiene los nāgas " (Wat Arun, Bangkok)

Chim nació en 1767 durante el Reino de Ayutthaya en el distrito de Amphawa, Samut Songkram. Chim era hijo de Luang Yokkrabat de Ratchaburi y Nak de Samut Sakorn, como se conocía entonces a su padre y a su madre. Más tarde se convertirían en el rey Rama I y la reina Amarindra, respectivamente.
En 1767, Ayutthaya cayó en manos de los invasores birmanos Konbaung. Su padre, Phraya Ratchaburi, se unió a las fuerzas de Taksin para recuperar la ciudad. Bajo el rey Taksin, el padre de Chim ascendió rápidamente a un alto rango como líder militar y se le asignaron las campañas para subyugar a Laos y Camboya. En 1782, su padre se coronó rey de Siam (más tarde llamado Rama I) y el propio Chim fue elevado al título de Príncipe Itsarasunthon de Siam.
Loetlanaphalai con su concubina Riam (más tarde elevada a Princesa Madre Sri Sulalai por su propio hijo), engendró al Príncipe Tub (ทับ – más tarde Rama III) en 1787. El príncipe Itsarasunthon tuvo entonces una aventura secreta con su propia prima, la princesa Bunrod. En 1801, Rama I descubrió que la princesa Bunrod llevaba cuatro meses embarazada y la desterró del palacio para vivir con su hermano. Itsarasunthon, sin embargo, le rogó a su padre que lo perdonara y la princesa fue reinstalada y se convirtió en su consorte gracias a la negociación de la concubina Khamwaen. Desafortunadamente, el bebé murió poco después de nacer. Con la princesa Bunrod, Loetlanaphalai también fue padre de Mongkut (1804) y Pinklao (1808). Su otra concubina, Prang Yai, dio a luz al príncipe Nuam en 1808.
También se casó con su media hermana agnática, la princesa Kunthon Thipphayawadi . Tuvieron tres hijos: el príncipe Abhorn (1816), el príncipe Klang (1819) y el príncipe Piu (1822). Más tarde, el Príncipe Klang sería conocido como Príncipe Mahamala. Mongkut le concedió el título de Krom Khun Bumraap Porapuksa, el cuarto nivel de las filas de Krom y luego Chulalongkorn lo elevó a Krom Phraya .
El príncipe Itsarasunthon fue nombrado Señor del Palacio del Frente o Uparaja en 1807 para suceder a su tío Maha Sura Singhanat, fallecido en 1803, aunque continuó en el palacio de Thonburi. Entre sus otros muchos hijos se encontraba el príncipe Wongsa Dhiraj Snid (nacido príncipe Nuam), que fue médico real durante muchos años, así como comandante de campo y diplomático.

## Ascensión
Como hijo legítimo superviviente mayor de Rama I, el príncipe Itsarasunthon sucedió en el trono cuando el Buda Yotfa Chulaloke murió en 1809. No se estableció ningún sistema de nombres reales en el momento en que Rama II fue coronado. Más tarde su hijo Nangklao lo nombró como Loetlasulalai, pero su otro hijo Mongkut y la convención de Rama, llamado Rama II, lo cambiaron a Loetlanaphalai . Su consorte, la princesa Bunrod, fue elevada a reina Sri Suriyendra.
En cuanto Loetlanaphalai ascendió al trono, el príncipe Kshatranichit, hijo superviviente de Taksin, se rebeló como pretendiente al trono. El hijo de Loetlanaphalai, el príncipe Tub, aplastó eficazmente la rebelión, demostrando ser competente, ganándose así el favor de su padre. El príncipe Tub fue elevado a Kromma Muen, recibió el nombre sánscrito de Jessadabodindra y fue nombrado ministro de Asuntos Exteriores.

### Contrarrestar las últimas grandes invasiones birmanas
El rey konbaung Bodawpaya, al ver que Rama I había muerto, envió un ejército a Chumphon y conquistó Thalang (ciudad de Phuket) ese mismo año. Loetlanaphalai envió a su hermano Maha Senanurak al Palacio del Frente para reconquistar Thalang, que había sido arrasada. Esta «campaña de Thalang» fue la última invasión de los birmanos en territorio tailandés.
En 1820, temiendo un ataque inminente de los birmanos a Siam, Rama II ordenó a su personal que recopilara toda la información sobre posibles rutas de invasión birmana a Siam.

## Cultura y literatura

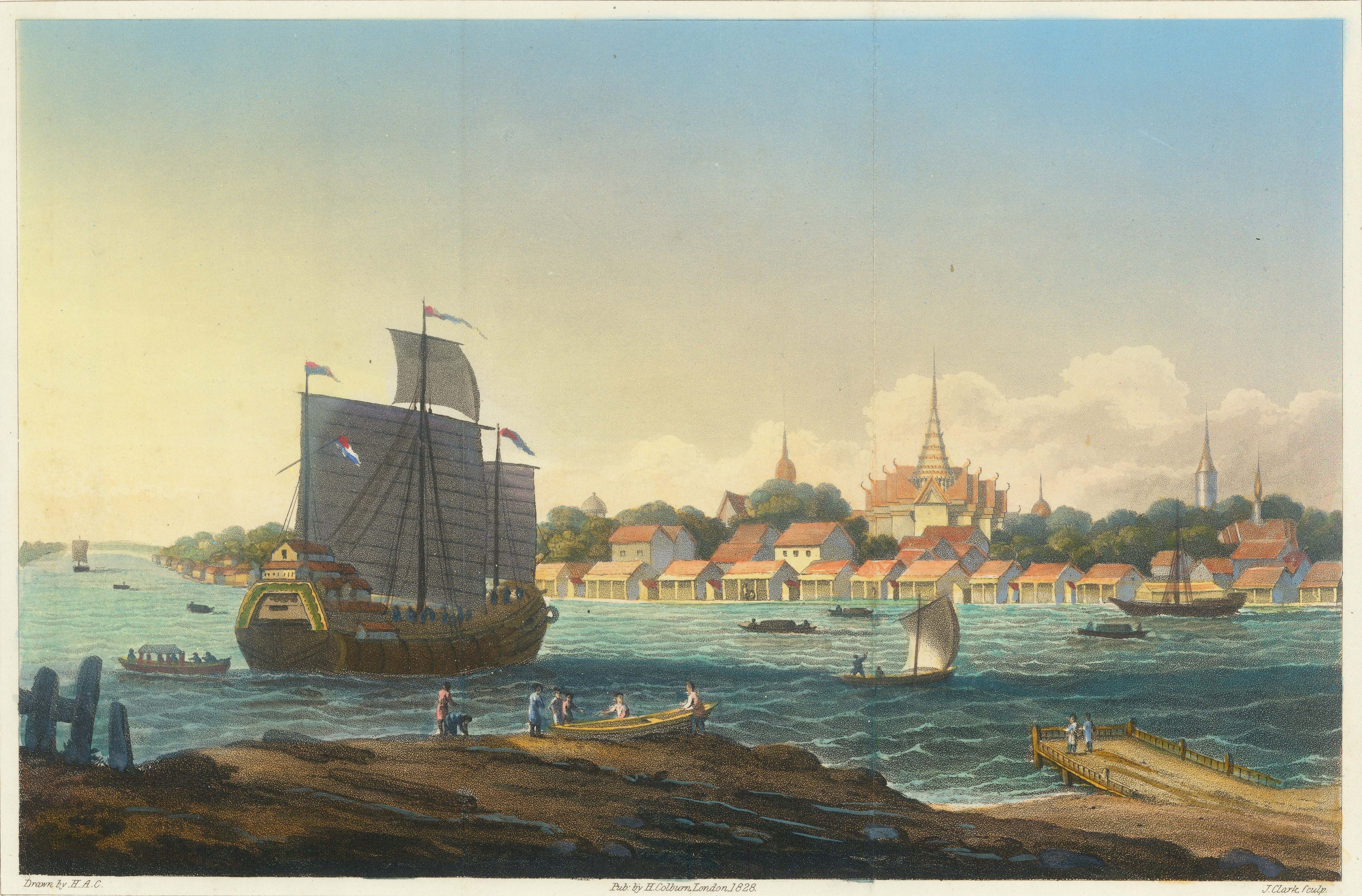
Vista de la ciudad de Bangkok en 1822.

Se decía que durante el reinado de Rama II, si uno era capaz de escribir una poesía refinada, podía convertirse en favorito real, ya que el propio Loetlanaphalai era poeta. El reinado supuso un renacimiento cultural tras las guerras masivas que asolaron el Primer Reinado; sobre todo en los campos de las artes y la literatura. Entre los poetas contratados por Rama II se encontraban Sunthorn Phu el escritor borracho (Phra Aphai Mani) y Narin Dhibet (Nirat Narin). Sus hijos, Jessadabodindra y Paramanuchitchinorot, fueron animados a destacar en la poesía. Poramanuchit se convirtió más tarde en Sangharaj (hierofante budista) y fue muy conocido por sus obras religiosas.
Durante el reinado de Rama II se reconstruyeron la cultura y las tradiciones reales tailandesas. En 1811 se celebró el gran funeral real por el rey Rama I. Ese mismo año estalló una epidemia de cólera en Bangkok. Loetlanaphalai ordenó que se celebraran ceremonias Apat Pinat o para repeler la enfermedad. También estableció la educación y el sistema de exámenes del budismo dividiéndolo en nueve niveles. En 1817, se restableció el festival de Vesak.

## Relaciones Extranjeras

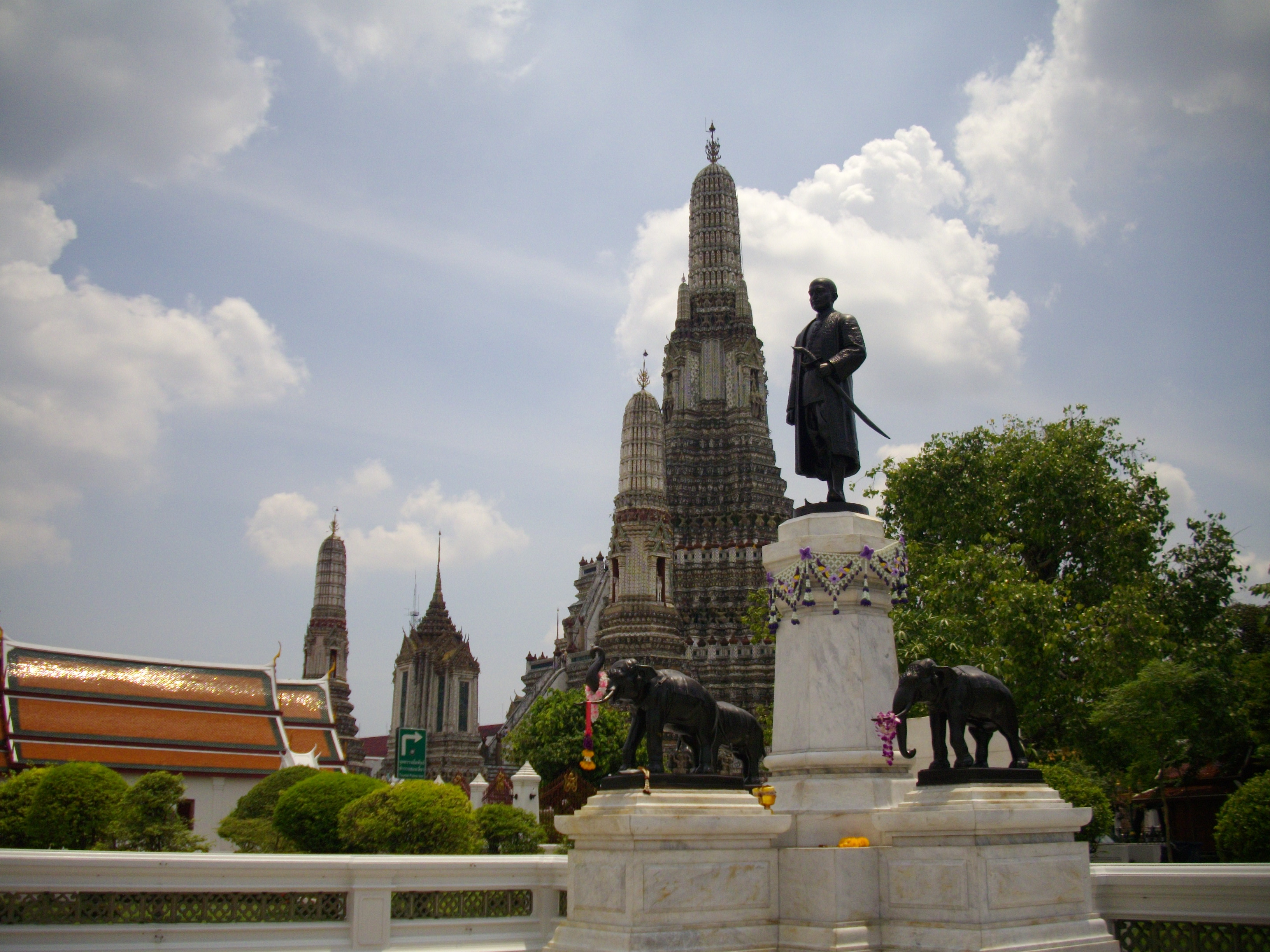
Estatua del rey Rama II en Wat Arun

En 1810, la primera misión de Rattanakosin a China fue enviada al emperador Jiaqing.
Desde la revolución siamesa de 1688, la presencia occidental se había reducido a pequeña escala a medida que los reyes tailandeses dejaron de fomentar la influencia extranjera. Esto, sumado a las Guerras Napoleónicas, significó que hubo poco contacto entre Tailandia y los extranjeros.
Sin embargo, las guerras provocaron muchos cambios posteriores, que se observaron en el sudeste asiático. El interés británico en Malasia aumentó a medida que aumentaba su comercio con China. El sultán de Kedah, un vasallo siamés, entregó Penang a los británicos sin consultar a Siam en 1786, seguido de la adquisición británica de Seberang Perai. Pronto los británicos reemplazaron a los holandeses como potencia naval dominante al sur de Siam.
La misión del gobernador portugués de Macao en 1818 fue el primer contacto formal occidental en Siam desde la época de Ayutthaya. Los británicos fundaron Singapur en 1819 y Jaslis, un misionero de Yangon, introdujo la imprenta ese mismo año. Los portugueses establecieron el primer consulado occidental en 1820. La primera visita británica formal renovada la realizó John Crawfurd en 1822.

## Muerte y sucesión
En julio de 1824 murió "muy repentinamente". Se decía que fue causado por estranguria, pero los rumores no carecían de fuertes sospechas de que había sido envenenado.  Según la regla de sucesión entonces teóricamente vigente,  el trono pasaría al hijo de la reina Sri Suriyendra, el príncipe Mongkut ; sin embargo, su medio hermano mayor, Jessadabodindra, tuvo éxito el mismo día. Aunque sólo era hijo de una concubina, había servido a su padre para sofocar una revuelta y luego como Kromma Tha (Ministerio de Comercio y Relaciones Exteriores). La experiencia del hermano mayor contaba más que la afirmación teórica del hermano mucho más joven e inexperto, quien sin embargo sucedió a su hermano mayor mucho más tarde, y engendró muchos hijos pero no elevó a ninguna de sus madres al rango de reina, por lo que técnicamente ninguno de sus hijos tenía derecho al trono sobre su medio tío cuya madre era la principal de Rama II. consorte.

## Ascendencia
|  |                                       |  |  |  |  |  |  |  |  |  |  |  |  |  |  |  |
|  | 8. Thongkham, Phraya Rajanikul        |  |  |  |  |  |  |  |  |  |  |  |  |  |  |  |
|  |                                       |  |  |  |  |  |  |  |  |  |  |  |  |  |  |  |
|  |                                       |  |  |  |  |  |  |  |  |  |  |  |  |  |  |  |
|  | 4. Thongdi, Phra Akson Sunthonsat     |  |  |  |  |  |  |  |  |  |  |  |  |  |  |  |
|  |                                       |  |  |  |  |  |  |  |  |  |  |  |  |  |  |  |
|  |                                       |  |  |  |  |  |  |  |  |  |  |  |  |  |  |  |
|  | 2. Buddha Yodfa Chulaloke, Rama I     |  |  |  |  |  |  |  |  |  |  |  |  |  |  |  |
|  |                                       |  |  |  |  |  |  |  |  |  |  |  |  |  |  |  |
|  |                                       |  |  |  |  |  |  |  |  |  |  |  |  |  |  |  |
|  | 5. Yok                                |  |  |  |  |  |  |  |  |  |  |  |  |  |  |  |
|  |                                       |  |  |  |  |  |  |  |  |  |  |  |  |  |  |  |
|  |                                       |  |  |  |  |  |  |  |  |  |  |  |  |  |  |  |
|  | 1. Buddha Loetla Nabhalai, Rama II    |  |  |  |  |  |  |  |  |  |  |  |  |  |  |  |
|  |                                       |  |  |  |  |  |  |  |  |  |  |  |  |  |  |  |
|  |                                       |  |  |  |  |  |  |  |  |  |  |  |  |  |  |  |
|  | 12. Phorn Na Bangxang                 |  |  |  |  |  |  |  |  |  |  |  |  |  |  |  |
|  |                                       |  |  |  |  |  |  |  |  |  |  |  |  |  |  |  |
|  |                                       |  |  |  |  |  |  |  |  |  |  |  |  |  |  |  |
|  | 6. Thong Na Bangxang                  |  |  |  |  |  |  |  |  |  |  |  |  |  |  |  |
|  |                                       |  |  |  |  |  |  |  |  |  |  |  |  |  |  |  |
|  |                                       |  |  |  |  |  |  |  |  |  |  |  |  |  |  |  |
|  | 13. Chi                               |  |  |  |  |  |  |  |  |  |  |  |  |  |  |  |
|  |                                       |  |  |  |  |  |  |  |  |  |  |  |  |  |  |  |
|  |                                       |  |  |  |  |  |  |  |  |  |  |  |  |  |  |  |
|  | 3. Amarindra\|Nak Na Bangxang         |  |  |  |  |  |  |  |  |  |  |  |  |  |  |  |
|  |                                       |  |  |  |  |  |  |  |  |  |  |  |  |  |  |  |
|  |                                       |  |  |  |  |  |  |  |  |  |  |  |  |  |  |  |
|  | 14. Ploi                              |  |  |  |  |  |  |  |  |  |  |  |  |  |  |  |
|  |                                       |  |  |  |  |  |  |  |  |  |  |  |  |  |  |  |
|  |                                       |  |  |  |  |  |  |  |  |  |  |  |  |  |  |  |
|  | 7. Princess Rupsirisobhak Mahanagnari |  |  |  |  |  |  |  |  |  |  |  |  |  |  |  |
|  |                                       |  |  |  |  |  |  |  |  |  |  |  |  |  |  |  |
|  |                                       |  |  |  |  |  |  |  |  |  |  |  |  |  |  |  |
|  | 15. Thi                               |  |  |  |  |  |  |  |  |  |  |  |  |  |  |  |
|  |                                       |  |  |  |  |  |  |  |  |  |  |  |  |  |  |  |
|  |                                       |  |  |  |  |  |  |  |  |  |  |  |  |  |  |  |

| Predecesor: Rama I | Rey de Siam 1809 - 1824 | Sucesor: Rama III |